# Guatemala i olympiska sommarspelen 1976
Guatemala deltog i de olympiska sommarspelen 1976 med en trupp bestående av 28 deltagare. Ingen av landets deltagare erövrade någon medalj.